# Wielęcin (powiat pułtuski)
Wielęcin – osada leśna w Polsce położona w województwie mazowieckim, w powiecie pułtuskim, w gminie Zatory.
W latach 1975–1998 miejscowość administracyjnie należała do województwa ostrołęckiego.